# 袁天禄祠堂
袁天禄祠堂，又名左丞祠，是位于中国福建省宁德市柘荣县双城镇城北社区北街西侧的一个清代古建筑，2000年3月入选第四批柘荣县文物保护单位。
袁天禄祠堂是祭祀柘荣籍名人袁天禄的祠堂，始建于明朝隆庆元年（1567年），万历十八年（1590年）焚毁于火灾，天启年间重建，清朝道光十年（1830年）、十四年（1834年）分别重建了前座和中厅。建筑坐北朝南，木构穿斗式硬山顶，通面阔14米，通进深26.8米，有上厅、天井、下厅、左右廊庑等结构。